# Ошко, Владимир Петрович
Владимир Петрович Ошко (20 октября 1930, поселок Амур, пригород Днепропетровска, теперь в составе города Днепра Днепропетровской области — 29 ноября 2008, Днепропетровск) — советский и компартийный деятель, 1-й секретарь Днепропетровского горкома КПУ. Депутат Верховного Совета УССР 10-го созыва. Член ЦК КПУ в 1981—1986 г. Кандидат технических наук. Член Академии технологических наук Украины (2002).

## Биография
Родился в рабочей семье. Трудовую деятельность начал в 1942 году слесарем Ташкентского машиностроительного завода в Узбекской ССР. В 1949 году окончил среднюю школу № 63 города Днепропетровска.
В 1954 году окончил Днепропетровский металлургический институт. Получил специальность инженера-металлурга.
С 1954 года — ассистент кафедры стали Днепропетровского металлургического института, учился в аспирантуре.
Член КПСС с 1955 года.
В 1957 — 1960 г. — 1-й секретарь Октябрьского районного комитета ЛКСМУ города Днепропетровска, 2-й секретарь Днепропетровского областного комитета ЛКСМУ.
В 1960 — 1963 г. — подручный сталевара, сталевар, мастер мартеновского цеха Днепропетровского металлургического завода имени Петровского.
В 1963 — 1964 г. — 2-й секретарь Ленинского районного комитета КПУ города Днепропетровска.
В 1964 — 1976 г. — 1-й секретарь Ленинского районного комитета КПУ города Днепропетровска.
В июле 1976 — августе 1983 г. — 1-й секретарь Днепропетровского городского комитета КПУ.
В 1983 — 1985 г. — старший мастер мартеновского цеха Днепропетровского металлургического завода имени Петровского.
С 1985 года — на пенсии. Участник ликвидации аварии на Чернобыльской атомной электростанции в 1986 — 1987 годах. С 1987 года работал на инженерных должностях на Днепропетровском металлургическом заводе имени Петровского, был председателем библиотечного совета металлургического завода.
Потом — пенсионер в городе Днепропетровске.

## Награды
- три ордена Трудового Красного Знамени
- два ордена «Знак Почета»
- почетный гражданин города Днепропетровска (2001)
- 10 медалей